# Llei de Jante
La llei de Jante (en danès [ˈjæntəˌlɔwˀən, -lɒwˀ- ]) és un element literari que ha estat assumit per alguns per explicar la naturalesa igualitària dels països nòrdics. Caracteritza com a indigne i inadequat qualsevol comportament que no s'ajusti, faci coses fora del normal o sigui personalment ambiciós. Les actituds van ser formulades per primera vegada sota la forma de les deu regles de la Llei Jante per l'autor danès - noruec Aksel Sandemose a la seva novel·la satírica A Fugitive Crosses His Tracks (En flyktning krysser sitt spor, 1933), però les actituds reals són més antigues. Sandemose retrata la petita ciutat danesa fictícia de Jante, que va modelar a la seva ciutat natal Nykøbing Mors a la dècada de 1930, on ningú era anònim, una característica de la vida típica de totes les ciutats i comunitats petites.
Aquesta "llei", és utilitzada generalment en discurs col·loquial en el països nòrdics com a terme sociològic per denotar una actitud social de desaprovació cap a expressions d'individualitat i èxit personal.

## Definició
Hi ha deu regles a la llei tal com les defineix Sandemose, totes expressives de variacions sobre un sol tema i normalment es refereixen com a unitat homogènia: no heu de pensar que sou algú especial o que sou millor que nosaltres.
Les deu regles diuen:
1. No has de pensar que ets res especial.
2. No has de pensar que ets tan bo com nosaltres.
3. No has de pensar que ets més intel·ligent que nosaltres.
4. No t'has d'imaginar millor que nosaltres.
5. No has de pensar que en saps més que nosaltres.
6. No has de pensar que ets més important que nosaltres.
7. No has de pensar que ets bo en res.
8. No t'has de riure de nosaltres.
9. No has de pensar que ningú es preocupa per tu.
10. No has de pensar que ens pot ensenyar res.

Els Janters que transgrediren aquesta "llei" no escrita són considerats amb recel i certa hostilitat, ja que va en contra del desig comunal de la ciutat de preservar l'harmonia, l'estabilitat social i la uniformitat.
Una onzena norma reconeguda a la novel·la com "el codi penal de Jante" és:
1. Potser tu no creu que sabem algunes coses sobre tu?

Del capítol "Potser creus que no sé res de tu":
Aquella sentència (l'onzena regla), que actua com a codi penal de Jante, com a tal era rica en contingut. Era un càrrec de tota mena de coses, i això també havia de ser, perquè no es permetia absolutament res. També va ser una acusació elaborada, amb tot tipus de penes no especificades previstes. A més, va ser útil, depenent totalment del to de veu, en l'extorsió financera i la incitació a actes delictius, i també podria ser el millor mitjà de defensa.
La novel·la de Sandemose descrivia la vida de la classe treballadora a la ciutat fictícia de Jante. La va escriure el 1955, una mica entremaliat, perquè "molta gent ha reconegut [a Jante] la seva pròpia ciutat natal; això li passa regularment a gent d'Arendal [Noruega], Tromsø [Noruega] i Viborg [Dinamarca]". Sandemose no afirmava haver inventat les regles; simplement va intentar formular normes socials que havien marcat la psique danesa i noruega durant segles.

## Efectes sociològics
Encara que pensada com a crítica a la societat en general, el sentit de la Llei de Jante ha canviat per referir-se a la crítica personal a les persones que volen sortir dels seus grups socials i assolir una posició més elevada. S'afirma habitualment que la llei Jante és per a persones de les províncies, però certs comentaristes han suggerit que les àrees metropolitanes també es veuen afectades.
Tot i que la intenció original era una sàtira, Kim Orlin Kantardjiev, un polític noruec i assessor educatiu afirmà que la Llei de Jante s'ensenya a les escoles com un codi social per fomentar el comportament del grup, i vol acreditar-ho com a base dels nòrdics per les altes puntuacions de felicitat dels respectius països. També s'ha suggerit que la satisfacció amb un estil de vida banal és una part de la felicitat als països escandinaus.
No obstant això, a Escandinàvia també hi ha hagut articles que relacionen la Llei de Jante amb altes taxes de suïcidi. S'ha produït una reacció contra les regles, i a Noruega algú fins i tot va col·locar una tomba per a Jante Laws, declarant-lo mort el 2005. Tanmateix, altres s'han qüestionat si mai desapareixeran, ja que poden estar fermament arrelades a la societat.

## Aparició en fonts en llengua anglesa
- Quan va ser entrevistat durant l'episodi 646 de The Late Show with Stephen Colbert, emès el 9 de novembre de 2018, l'actor suec Alexander Skarsgård va explicar que tot i que recentment havia rebut un Emmy i un Globus d'Or per una actuació lloada, les inhibicions induïdes per la Llei de Jante li va impedir presumir del reconeixement.[11]
- A Wisting, una sèrie de televisió de successos de la policia noruega del 2019, parcialment en anglès, el personatge de Line diu (traduït): "Els números de vendes de diaris i la llei de Jante s'estan fusionant".[12]